# Comuna Marina, Split-Dalmația
Marina este o comună în cantonul Split-Dalmația, Croația, având o populație de 4.595 de locuitori (2011).

## Demografie
Componența etnică a comunei Marina
     Croați (97,61%)
     Necunoscut (0,28%)
     Neclasificat (1,63%)
Componența confesională a comunei Marina
     Catolici (95,56%)
     Fără religie și atei (1,18%)
     Necunoscută (1,04%)
     Alte religii (2,22%)
Conform recensământului din 2011, comuna Marina avea 4.595 de locuitori. Din punct de vedere etnic, majoritatea locuitorilor (97,61%) erau croați. Apartenența etnică nu este cunoscută în cazul a 0,28% din locuitori. Din punct de vedere confesional, majoritatea locuitorilor (95,56%) erau catolici, cu o minoritate de persoane fără religie și atei (1,18%). Pentru 1,04% din locuitori nu este cunoscută apartenența confesională.